# Basketball Damen Superliga
La Basketball Damen Superliga (BDSL) è il massimo campionato di pallacanestro femminile disputato in Austria.
Fino al 2019 si chiamava Austrian Women Basketball League (AWBL, in tedesco Österreichische Damen Basketball Bundesliga; ma il nome ufficiale era in inglese).
È formata da sei squadre che si affrontano in un girone all'italiana. Le prime quattro danno vita ai play-off per l'assegnazione del titolo di campione d'Austria.

## Partecipanti
Nel 2016-2017 il campionato AWBL era formato da sei squadre: Flying Foxes, Basket Flames, BC Vienna 87, BK Duchess Klosterneuburg, UBI Graz e ATUS Gratkorn.
Nel 2017-2018 il campionato si era allargato ad otto squadre, di cui due slovacche: Flying Foxes, Basket Flames, UBI Graz, BK Duchess Klosterneuburg, BK ZS Zvolen (), ATUS Gratkorn, UBBC Lions Enns, SKP 08 Banska Bystrika ().

## Albo d'oro
- 1948-49  Post Vienna
- 1949-50  Wiener SC
- 1950-51  Post Vienna
- 1951-52 Handelsministerium
- 1952-53 Handelsministerium
- 1953-54 Handelsministerium
- 1954-55 Handelsministerium
- 1955-56 Handelsministerium
- 1956-57 Handelsministerium
- 1957-58 Union Babenberg
- 1958-59 Union Babenberg
- 1959-60 Handelsministerium
- 1960-61 Union Mariahilf
- 1961-62 Union Nibelungen
- 1962-63 Union Nibelungen
- 1963-64 Union Babenberg
- 1964-65 Union Mariahilf
- 1965-66 Union Babenberg
- 1966-67 Union Firestone
- 1967-68 Union Firestone Vienna
- 1968-69 Union Firestone Vienna
- 1969-70 Union Firestone Vienna
- 1970-71 Union Firestone Vienna
- 1971-72 Union Firestone Vienna
- 1972-73 Union Garant Vienna
- 1973-74 Union Garant Vienna

- 1974-75 Union Bundesländer
- 1975-76 Union Bundesländer
- 1976-77 Union Bundesländer
- 1977-78 ABC Donau Vienna
- 1978-79 ABC Donau Vienna
- 1979-80 Union Bundesländer
- 1980-81 Union Bundesländer
- 1981-82 Union Bundesländer
- 1982-83 Union Bundesländer
- 1983-84 Union Bundesländer
- 1984-85 Union Bundesländer
- 1985-86 DBB Vienna
- 1986-87 DBB Vienna
- 1987-88 DBB Vienna
- 1988-89 Wels
- 1989-90 Wels
- 1990-91 Wels
- 1991-92 Wels
- 1992-93 Steyr
- 1993-94 Wels
- 1994-95 Wels
- 1995-96 UBBC Kresto Herzogenburg
- 1996-97 Wels
- 1997-98 Klosterneuburg
- 1998-99 Klosterneuburg
- 1999-00 Klosterneuburg

- 2000-01 Klosterneuburg
- 2001-02 Klosterneuburg
- 2002-03 Klosterneuburg
- 2003-04 Wels
- 2004-05 Wels
- 2005-06  Herzogenburg
- 2006-07  Flying Foxes
- 2007-08  Flying Foxes
- 2008-09  Flying Foxes
- 2009-10  Flying Foxes
- 2010-11  Flying Foxes
- 2011-12  Flying Foxes
- 2012-13  Flying Foxes
- 2013-14  Flying Foxes
- 2014-15  Flying Foxes
- 2015-16  Flying Foxes
- 2016-17  Flying Foxes
- 2017-18  Flying Foxes[3]
- 2018-19 UBI Graz
- 2019-20 non assegnato
- 2020-21 BK Duchess Klosterneuburg
- 2021-22 BK Duchess Klosterneuburg
- 2022-23 BK Duchess Klosterneuburg
- 2023-24 SKN St. Pölten[4]
- 2024-25 BK Duchess Klosterneuburg[5]

## Vittorie per club
| Squadra                   | Città          | Titoli | Anno                                    |
| ------------------------- | -------------- | ------ | --------------------------------------- |
| Basket Flames             | Vienna         | 17     | 1967-1977, 1980-1985                    |
| Flying Foxes Vienna       | Vienna         | 14     | 1949, 1951, 2007-2018                   |
| Klosterneuburg            | Klosterneuburg | 10     | 1998-2003, 2021, 2022, 2023, 2025       |
| Wels                      | Wels           | 9      | 1989-1992, 1994, 1995, 1997, 2004, 2005 |
| Handelsministerium        | Vienna         | 7      | 1952-1957, 1960                         |
| Union Babenberg           | Babenberg      | 4      | 1958, 1959, 1964, 1966                  |
| DBB Vienna                | Vienna         | 3      | 1986-1988                               |
| Union Mariahilf           | Vienna         | 2      | 1961, 1965                              |
| ABC Donau Vienna          | Vienna         | 2      | 1978, 1979                              |
| Herzogenburg              | Herzogenburg   | 2      | 1996, 2006                              |
| Union Nibelungen Pöchlarn | Pöchlarn       | 2      | 1962, 1963                              |
| Wiener Sportklub          | Vienna         | 1      | 1950                                    |
| Steyr                     | Steyr          | 1      | 1993                                    |
| Ubi Graz                  | Graz           | 1      | 2019                                    |
| SKN St. Pölten            | Sankt Pölten   | 1      | 2024                                    |